# 三重県道786号亀山関線
三重県道786号亀山関線（みえけんどう786ごう かめやませきせん）は三重県亀山市内を通る一般県道である。
終点から起点に向けて建設されており、2009年現在、全線開通には至っていない。なお、三重県道で最も県道番号が大きい道路である。

## 概要
2009年（平成21年）現在、道路建設中であり、終点から順次供用が開始されている。平成21年度は、亀山市布気町（ふけちょう）区間で道路改築事業（道路改良）の名目で1億2千万円の事業費がかけられている

### 路線データ
- 起点：亀山市（未開通）
- 終点：亀山市関町会下（えげ）
- 実延長：--km

## 路線状況

### 重複区間
なし

### 通過する路線バス
- 三重交通（中勢営業所管内）

### 利用状況
平日12時間交通量
亀山市太岡寺町（たいこうじちょう） 2,428台

## 地理

### 通過する自治体
- 三重県亀山市

### 接続する道路
- 亀山PAスマートインターチェンジ - 東名阪自動車道
- 三重県道11号四日市関線：終点

### 沿線
- 名阪亀山関工業団地
  - 八千代工業鈴鹿工場亀山事業所
  - エフテック亀山事業所
  - シャープ亀山工場も近い。
- 三重県営亀山サンシャインパーク
  - 東名阪自動車道亀山PAのハイウェイオアシス。亀山PAスマートICを併設。

## 参考資料
- 『県別マップル24 三重県道路地図』（昭文社、2009年3版1刷発行、ISBN 978-4-398-62474-1 、32ページ）